# Werner Maresta
Werner Maresta (Genova, 22 agosto 1975) è un fumettista italiano.

## Biografia
Nel 1998 inizia a collaborare con la Sergio Bonelli Editore in qualità di assistente. Nel 1999 partecipa alla realizzazione grafica della miniserie "Arkhain" edita dalla Marvel Italia, di Lorenzo Calza e Stefano Raffaele. La collaborazione con Raffaele continua poi su vari albi per il mercato francese e statunitense (Les Humanoïdes Associés, Marvel, SevenSept). Nel 2005 disegna La vita di Giovanni Paolo II a fumetti su testi dello sceneggiatore Alessandro Mainardi, seguito poi da La vita di San Riccardo Pampuri a fumetti e La vita di Santa Bernadette a fumetti, sempre su testi di Mainardi. Nel 2007-2008 escono in Francia i due volumi de La dernière nuit, storia fantascientifica scritta da Giovanni Gualdoni e Marco Belli e pubblicata da Clair de Lune. Successivamente pubblica per la Bonelli lavorando su albi della miniserie Caravan, ideata da Michele Medda e Lukas, di Medda e Benevento; sempre per Bonelli realizza le matite dell'ottavo albo delle Nuove avventure a colori di Martin Mystère, un episodio de Le Storie e il volume Il ritorno di Dorian Gray su sceneggiatura di Davide Barzi. Dal 2010 collabora con l'editore ReNoir Comics per il quale realizza diversi episodi della versione a fumetti di Don Camillo e Padre Brown, anche questi su testi di Barzi.

## Pubblicazioni
- Penny Rogers - Vecchie pietre (Maresta) X-comics n. 59 Coniglio Editore, 2005
- La vita di Giovanni Paolo II a fumetti (Mainardi/Maresta/Pietrobon) Piemme, 2005  -  The life of pope John Paul II... in comics!  Papercutz, 2006
- La vita di San Riccardo Pampuri a fumetti (Mainardi/Maresta) Edizioni ART, 2006
- La dernière nuit T.1 - La tombe de Cain (Gualdoni/Belli/Maresta/Melchionno) Clair de Lune, 2007
- La vita di Santa Bernadette a fumetti (Mainardi/Maresta) Edizioni ART, 2008
- La dernière nuit T.2 - La pyramide rouge (Gualdoni/Belli/Maresta/Melchionno) Clair de Lune, 2008
- Mono n. 6 - I classici della letteratura (pagina autoconclusiva) Tunué, 2009
- Caravan 4 - La storia di Carrie (Medda/Maresta) Sergio Bonelli Editore, 9/2009
- Caravan 8 - Il gioco della guerra (Medda/Gradin/Maresta) Sergio Bonelli Editore, 1/2010
- Don Camillo a fumetti vol.1 - Il capobanda piovuto dal cielo (Barzi/Maresta e altri) ReNoir, 4/2011
- Don Camillo a fumetti vol.3 - Passa il "Giro" (Barzi/Maresta e altri) ReNoir, 11/2011
- Don Camillo a fumetti vol.4 - Sciopero generale (Barzi/Maresta e altri) ReNoir, 5/2012
- Padre Brown - Il giardino segreto (Barzi/Maresta) ReNoir, 11/2013
- Padre Brown - La croce azzurra (Barzi/Maresta/Villa/Chiereghin) ReNoir, 8/2014
- Lukas 8 - Troll (Medda/Maresta) Sergio Bonelli Editore, 10/2014
- Don Camillo a fumetti vol.9 (storia breve La ragazza aspetta) (Mainardi/Maresta) ReNoir, 5/2015
- Lukas Reborn 8 - Doppio gioco (Medda/Maresta) Sergio Bonelli Editore, 10/2015
- Lukas Reborn 11 - Furia cieca (Medda/Detullio/Maresta) Sergio Bonelli Editore, 1/2016
- Don Camillo a fumetti vol.13 - La fanciulla dai capelli rossi (Barzi/Maresta/...) ReNoir, 6/2017
- Martin Mystère - Le nuove avventure a colori 8 - La caccia di Jasper (I Mysteriani/Mignacco/Maresta/Velardi/Maresca) SBE, 6/2017
- Don Camillo - Il film a fumetti (Barzi/Maresta e altri) ReNoir, 11/2018
- Le storie 74 - Wildlife (Medda/Barbato/Detullio/Maresta) Sergio Bonelli Editore, 11/2018
- Sukia - Gang-bang Wedding (Vanzella/Maresta) Annexia, 3/2019
- Padre Brown - Le stelle volanti (Barzi/Maresta/Mattone/Formisani) ReNoir, 5/2020
- Zora 1 - La strega vampiro di Weimar (Montagliani/Sylvester/Fantelli/Fortunato/Brescia/Maresta) Annexia, 5/2021
- Zora 2 - Sylvestrus (Montagliani/Sylvester/Fantelli/Maresta) Annexia, 5/2021
- Il ritorno di Don Camillo - Il film a fumetti (Barzi/Maresta e altri) ReNoir, 4/2022
- Suspiria: L'eretico (storia breve Atto di dolore) (Montagliani/Maresta) Annexia, 2023
- Don Camillo a fumetti vol.23 - Emporio Pitaciò (Barzi/Maresta e altri) ReNoir, 11/2024
- Zora 6 - La stele di carne (flashback) (Montagliani/Maresta/Innocenti/Taglietti) Annexia, 6/2025
- Cimiteria 3 - L'uomo che mangiava la morte (Montagliani/Maresta/Taglietti) Annexia, 6/2025
- Il ritorno di Dorian Gray (Barzi/Maresta) Sergio Bonelli Editore, 6/2025

## Premi
- 1996 - Vincitore concorso "Stop alla bomba con un balloon" - Assessorato alle Politiche Giovanili / Comune di Genova
- 2005 - Vincitore concorso "X-comics 2005" per il fumetto erotico - Coniglio editore